# Neđo od Ljubuškog
Neđo od Ljubuškog, dokumentarni je film autorice Svetlane Broz.
Radnja 50 minutnog dokumentarnog filma odvija se oko Štefice Galić i njezinog supruga Nedjeljka, dvoje Hrvata iz Ljubuškog za vrijeme protjerivanja 1500 Bošnjaka iz Ljubuškog tijekom hrvatsko-bošnjačkog sukoba 1993. godine.
Film je snimila sarajevska nevladina organizacija "Gariwo", bosanskohercegovački ogranak globalne nevladine udruge “Vrtovi pravednika među narodima” (Garden of the righteous of the world).
U filmu se pojavljuju svjedočanstva prijatelja Galićevih, njihovih sugrađana i ljudi koje su spasili.
Film je izazvao burne reakcije nakon prikazivanja u gradskoj vijećnici u Ljubuškom, što je kulminiralo fizičkim nasrtajem na Šteficu Galić i prosvjedima desničarskih i braniteljskih udruga u Ljubuškom.

## Vanjske poveznice
- Neđo od Ljubuškog, kanal Gariwosa na YouTubeu, objavljeno 11. travnja 2012.